# 富士市立吉原第三中学校
富士市立吉原第三中学校（ふじしりつよしわらだいさんちゅうがっこう）は、静岡県富士市比奈にある公立中学校。
校地面積25,233m2（うち校舎面積5,034m2、屋体面積2,596m2）。
略称は「吉三」

## 重点目標
「深く考え、関わり、学び合おう」

## 沿革
- 1960年 （昭和35年）- 吉原市立穆清中学校、吉原市立原田中学校を統合し吉原市立第三中学校を創立
- 1966年 （昭和41年）- 校名を富士市立吉原第三中学校へ改称
- 1989年 （平成元年）- 新校舎完成・落成記念式典
- 1999年 （平成11年）- 重層構造屋内運動場完成・落成記念式典
- 2011年 （平成23年）- 開校50周年記念式典・記念誌発行

## 部活動
運動部
- サッカー部
- 野球部
- 陸上競技部
- ソフトテニス部（男・女）
- バスケットボール部（男・女）
- バレーボール部（女）

文化部
- 吹奏楽部
- 美術部

## 生徒数・学級数・職員数
| 生徒数                  | 学級数 | 職員数 |
| ----------------------- | ------ | ------ |
| 250人                   | 10(2)  | 25人   |
| ※カッコ内は特別支援学級 |        |        |

## 主な進学元小学校
- 富士市立吉永第一小学校
- 富士市立原田小学校